# Exen
Exen is een Vlaamse komische televisieserie uit 2023 verspreid via Streamz en publieke uitzending door de VTM in regie van Pieter Van Hees naar een idee en scenario van showrunner Bert Van Dael.

## Verhaal
Nadat turnleraar Gilles Trio patholoog Yasmine Ben Hamza ten huwelijk heeft gevraagd, ontdekt deze laatste door ontmoetingen met de exen van Gilles dat Gilles niet altijd de waarheid heeft verkondigd en het zelfs moeilijk blijft hebben correct te handelen en eerlijk te communiceren. Uiteindelijk na de verhalen gehoord te hebben van Inge Clarysse, de speelgoedverkoopster die Gilles bedrogen had, Ruth, de kinesiste die aan Gilles een strontarmpje overhoudt, Clara, de schooldirecteur die met Gilles telkens weer seks heeft en Flo Cnudde, de studievriendin die na Gilles liefde vindt bij Vanessa, verbreekt Yasmine de verloving en relatie en wordt de locatie en aankleding van het droomhuwelijk dat Flo aan het uitwerken was voor Gilles en Yasmine overgenomen voor het huwelijk van Flo en Vanessa zelf. Het is pas vele maanden later, wanneer Gilles alleenstaande papa is geworden van een baby die hij met Clara kreeg, dat een nieuwe ontmoeting tussen Gilles en Yasmine op de parking van een supermarkt misschien terug de kans biedt voor hun relatie opnieuw op te bloeien.

## Productie
Het programma is een productie van Wilder Content. Opnames waren er van augustus tot november 2022 onder meer aan de Kaaien in Aalst, in de straten van Doel, in basisschool De Parel in Niel, in het parkdomein Kasteel Zellaer in Bonheiden en in Gent, Antwerpen en Brussel.
Omdat regisseur Pieter Van Hees zich uiteindelijk toch niet helemaal kon vinden in het eindresultaat van de productie die mee door showrunner Bert Van Dael werd gestuurd, werd zijn bijdrage op de generiek weergegeven als regie door Ivo Debeest.

## Rolverdeling
- Serine Ayari als Yasmine Ben Hamza[3]
- Bart Hollanders als Gilles Trio
- Eva Binon als Inge Clarysse
- Ella-June Henrard als Ruth
- Charlotte Timmers als Flo Cnudde
- Janne Desmet als Clara Smeets
- William Boeva als Luca
- Sarah Vandeursen als Vanessa Wilewska
- Elise Schaap als Mickey
- Teun Luijkx als Bennie
- Afida Tahri als Zahra
- Sachli Gholamalizad als Nilou
- Peter Van den Eede als Guy Clarysse
- Zouzou Ben Chikha als Mounir Ben Hamza
- Linn Vandeborne als Ines
- Ellis Da Silva Rodrigues als Ramzy
- Jeroen Van der Ven als Marius
- Arbi El Ayachi als Latif
- Bram Kelchtermans als Fons
- Uwamungu Cornelis als Omar
- Stijn Vervoort als Adam
- Viv Van Dingenen als Moeder Trio
- Willy Thomas als Vader Trio
- Chris Lomme als Maria
- Emilie De Roo als Hiske
- Aminata Demba als Lucie
- Jolan De Bouw als Miles
- Joost Vandecasteele als Pedro
- Bert Moerman als Niels
- Fayenta De Stoop als Mira
- Mateo Broothaerts als Felix[4]